# 白枝猪毛菜
白枝猪毛菜（学名：Salsola arbusculiformis）为苋科猪毛菜属的植物。分布在中亚地区以及中国大陆的新疆等地，生长于海拔1,100米至2,300米的地区，常生于干旱山坡和砾质戈壁，目前尚未由人工引种栽培。